# Giuseppe Zurria
Giuseppe Zurria (Catania, 26 febbraio 1810 – Catania, 14 settembre 1896) è stato un matematico italiano.
Figlio di Benedetto e Calcedonia Bonfiglio, fu supplente nell'Università di Catania dal 1836 al '40 del prof. Carlo Gagliani (Introduzione al calcolo) e dal 1838 al '39 del prof. Ignazio Napoli (Algebra e Geometria). Egli ebbe inoltre incarico di professore di Astronomia dal 1835 al 1861. Dal 1841 fu professore sostituto di Matematica sublime, titolare dal 1842, confermato dal 1863 come professore ordinario di Calcolo differenziale integrale.
Dell'Ateneo catanese fu preside di Facoltà e Rettore. Socio attivo dell'Accademia Gioenia dal 1843, ne fu il presidente dal  1889 al1896. Nel 1882 venne nominato socio dell'Accademia nazionale delle scienze.
Affrontò vari problemi dell'analisi.
Fu insignito nel 1866 del titolo di Cavaliere dei SS. Maurizio e Lazzaro, nel 1877 del titolo di Cavaliere dell'Ordine della Corona d'Italia, nel 1887 di Ufficiale dell'Ordine Mauriziano.
Una iscrizione posta nell'antico palazzo dell'università ne ricorda il suo insegnamento.

## Opere
- Esercizii di analisi sublime, Catania, presso Carmelo Pastore, 1836.
- Esercizii di analisi sublime: memoria terza estratta dal volume XVII degli atti dell'Accademia Gioenia, Catania, per Pietro Giuntini, 1840.
- Sulla tesi n. 13: qual è lo stato della scienza ... , Catania, per P. Giuntini, 1842.
- Esercizj di analisi sublime: memoria 4. 5. estratte dal vol. XX degli Atti Gioenj, Catania, tipografia dei fratelli Sciuto, 1843.
- Esercizi di analisi sublime: memoria 6 letta nella tornata ordinaria del 24 agosto 1846, Catania, Sciuto, 1846.
- Memoria sulla determinazione de' coefficienti nelle formule a differenze-differenziali e sull'applicazione di esse alla valutazione degl'integrali Euleriani : letta nella seduta ordinaria del 30 aprile 1854, Catania, tip. del R. Ospizio di beneficenza, 1855.
- Memoria sulla diffrazione della luce, Catania, Tip. Accademia Gioenia, 1857.
- Sulla superficie dell'ellissoide a tre assi ineguali: memoria, Catania, C. Galatola, 1870.
- Memoria sullo sviluppo della funzione perturbatrice nella teoria dei pianeti, Catania : tip. C. Galatola, 1881.
- Sulla espressione degl'integrali ellittici in integrali definiti (con diverse applicazioni), Napoli, Tip. della Reale Accademia delle Scienze Fisiche e Matematiche, 1890.
- Risoluzione delle equazioni di terzo grado dedotta dall'integrale di una equazione a differenze di terzo ordine, Catania, coi tipi di C. Galatola, 1895.